# リチャード・オーウェン
サー・リチャード・オーウェン（Sir Richard Owen, 1804年7月20日 – 1892年12月18日）は、イギリスの生物学者・比較解剖学者・古生物学者。王立協会フェロー。
その比較解剖学の深い知識によりキュヴィエの後継者と目され（師弟関係はない）、「イギリスのキュヴィエ」とも呼ばれた。科学史においては「恐竜」という語の創設と、ダーウィン進化論への熱烈な反論で知られる。英国科学界の頂点であったことから王室との個人的なつながりもあったが、妻と息子には先立たれ学界でも孤立し、公私ともに孤独な晩年であった。一般的に、有能で科学への寄与も大きいが、人間性は高く評価されることが少ない。1842年に騎士の称号を一度辞退しているが、1884年の退官時にあらためてバス二等勲爵士として騎士に列せられた。

## 前半生と経歴
オーウェンはランカスターに生まれ、ランカスター・ロイヤル・グラマー・スクールで学んだ。1820年、彼は地元の外科医と薬剤師の徒弟となり、1824年にはエディンバラ大学に進み医学生となった。翌年も大学に残り、聖バーソロミュー病院で医学課程を修了した。そこで彼は高名な外科医ジョン・アバネシーの影響を受けた。
当初オーウェンは通常の専門課程に進もうと考えていた。だが、彼の適性は明らかに解剖学の研究に向いており、アバネシーの勧めで王立外科医師会のハンテリアン博物館館長ウィリアム・クリフトの助手の地位についた。この職はオーウェンの性分に合っていたため、彼は医学の道を断念し、これ以降の人生を純粋な科学的研究に没頭させることとなったのである。
オーウェンは王立外科医師会にある貴重なハンテリアン・コレクションの目録制作を準備し、この仕事を進める中で彼は比較解剖学に関する比類無き知識を身につけた。その知識は彼が様々な分野で造詣を深める事を可能とし、とりわけ絶滅動物の遺骸の研究において役立つこととなった。1830年ロンドンを訪れていたキュヴィエに出会い、その後パリに遊学して比較解剖学の知識をさらに堅固にしている。
1836年に王立外科医師会のハンテリアン教授に任命され、1849年にはクリフトの跡を継いで博物館の館長になった。そのころ、オーウェンはクリフトの娘と結婚している。彼は1856年に大英博物館自然史部長になるまでその職務を務めていた。その後、自然史関係専門の国立博物館を作るという壮大な計画にその精力の大部分を注ぎ込み、その結果として大英博物館の自然史関係標本はサウスケンジントンの新しい建物に移され、大英博物館自然史分館（現在のロンドン自然史博物館）となったのである。彼はこの仕事が完成しバス二等勲章を殊勲した1884年に職を離れ、その後ヴィクトリア女王に与えられたリッチモンドパークのシーン・ロッジで静かな隠退生活に入り、亡くなるまでそこで過ごした。
彼の後半生の経歴には、他者の研究の功績をその人物に帰すことを怠ったり、あまつさえその功績が自分のものであるかのように偽ろうとしたとして数多くの告発がなされた、という汚点がつきまとっている。1844年には、彼のベレムナイトに関する論文の題材が、明らかに既にチャニング・ピアースによって数年前に地質協会に報告されていた標本であったにもかかわらず、その標本に関する功績の全てが自分にあると主張し、事態は緊迫したものになった。結果として、彼は投票により王立協会と動物学協会の委員会から追放されている。

## 無脊椎動物の研究

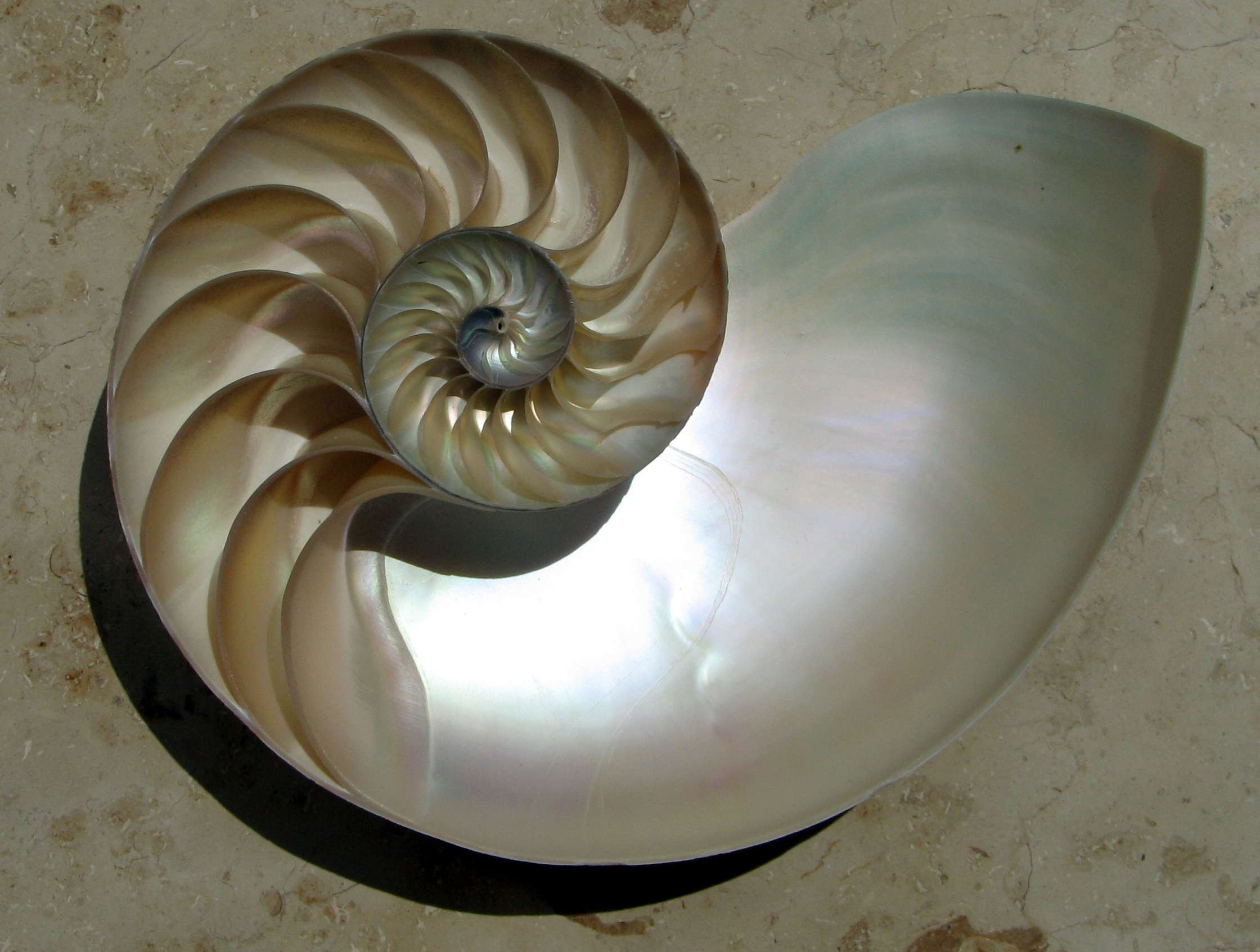
オウムガイ殻の縦断面

ハンテリアン・コレクションの目録制作に追われながらも、オーウェンは目の前の準備作業のみに専念していたわけではなく、機会があれば常に死んだばかりの標本の解剖をも行っていた。そして1831年に協会が科学会報の発行を始めたときには、解剖学論文の最多投稿者になっていた。大量なだけではなく、彼の最初の注目すべき出版物である　"Memoir on the Pearly Nautilus" (1832) は、オウムガイにおける古典的研究ともなっている。それ以降50年以上の永きに渡って、彼は比較解剖学と動物学におけるありとあらゆる分野について重要な寄稿を為し続けた。オーウェンは現在カイロウドウケツ (Venus's flower basket, Euplectella) としてよく知られている海綿動物について最初に記載した(1841,1857)人物でもある。寄生生物に関して最も注目すべき物は、ヒトの筋肉内に寄生し旋毛虫症を引き起こす旋毛虫Trichina spiralisの命名(1835)である（ジェイムズ・パジェットの発見に基づいている）。腕足類では、その後も長く適用される分類体系の設定と知見の拡大を盛り込んだ素晴らしい研究を行っている。軟体動物においては、オウムガイだけでなく、トグロコウイカ (Spirula) の記載(1850)を初めとした多くの頭足類（現生種・絶滅種ともに）も記載し、この綱で広く受け入れられている二鰓類（二鰓亜綱）と四鰓類（四鰓亜綱）の区分けを提唱した(1832)のも彼である。また、非常に興味深い節足動物であるカブトガニも彼の1873年の学術論文の題材となっている。

## 脊椎動物の研究

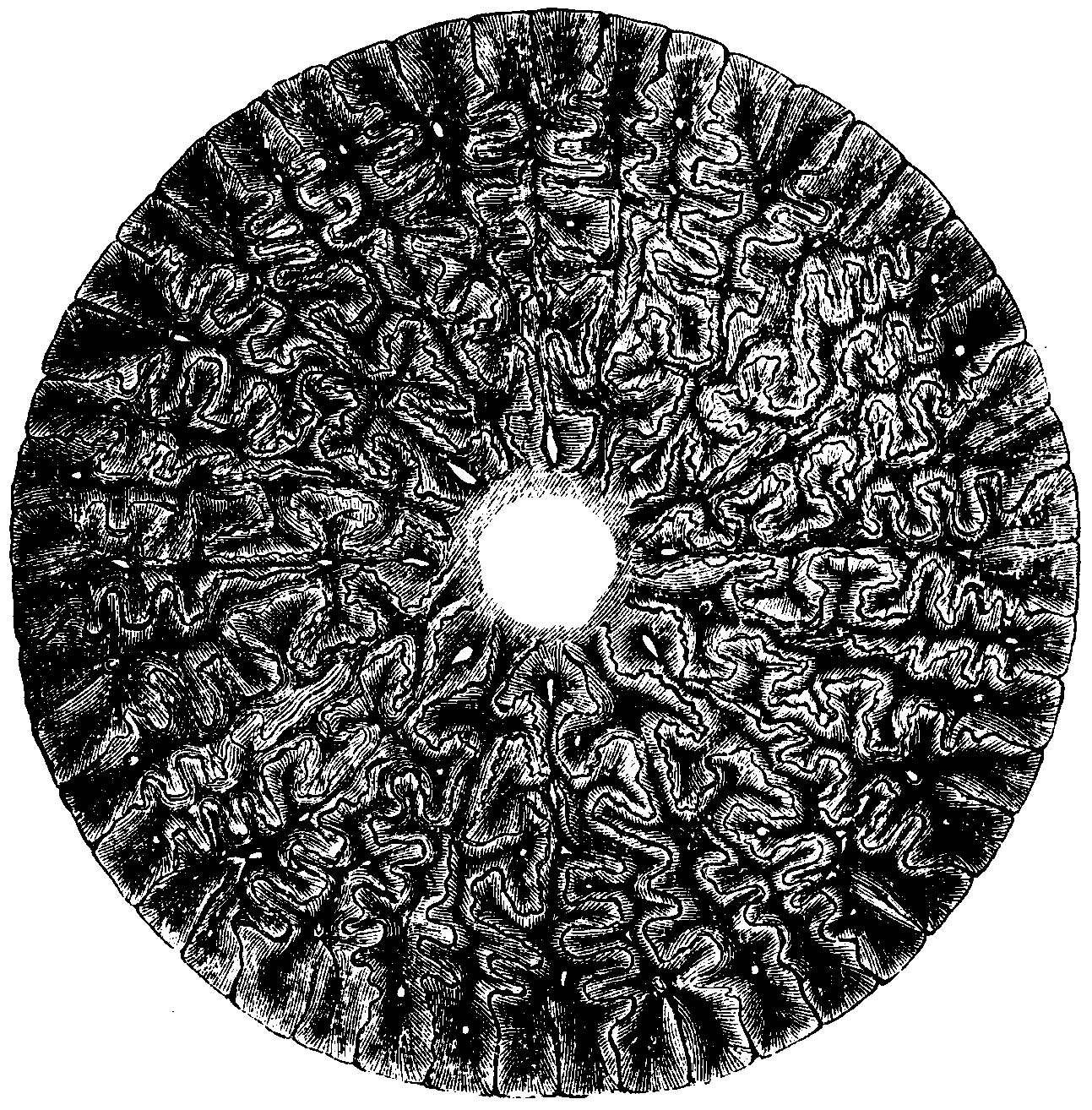
迷歯類の歯（断面）""より

オーウェンは動物学協会の「動物園」で死んだ動物の解剖・研究をするという特権に恵まれていたこともあり、彼の脊椎動物に対する専門的記述は、無脊椎動物よりもさらに大量で広範囲だった。彼の3巻からなる "Comparative Anatomy and Physiology of Vertebrates" (1866–1868)は実際、個人による研究として同様の研究で比肩しうる物はジョルジュ・キュヴィエの"Leçons d'anatomie comparée" の他に無かった。
彼は現生の形態を研究したのみでなく、絶滅したグループの遺骸にも大きな注意を払い、古脊椎動物学の創始者キュヴィエの直接の後継者となっていた。経歴の初期において彼は現生種・絶滅種双方を含めた歯の研究を徹底的に行っており、図をふんだんに使用した"Odontography" (1840–1845)を出版している。彼は自ら発見し迷歯類と名付けた絶滅両生類の歯の恐ろしく複雑な構造も記載している。この動物の歯は、表面のエナメル質が非常に複雑に折り畳まれたようになっており、断面をみるとまるで迷路のように見える歯であることからその名が付けられた。魚類に関しての著書では、プロトプテルス (Protopterus) と命名したアフリカ産肺魚についての学術論文が、ヨハネス・ミュラーによる肺魚亜綱の制定の基礎となっている。彼はまた、真骨魚類と硬鱗魚類（軟質魚類）の間の一連の関係に気づき、一つの下綱である条鰭類（条鰭下綱）にまとめた。

### 爬虫類の研究
爬虫類において、絶滅種の骨格に関する著作のほとんどと、英国産標本に関する主要な論文は、関連づけてまとめられて4巻からなる"History of British Fossil Reptiles" (1849–1884)の中に再掲された。彼はまた、両生類と哺乳類両方に類似点を持つ様に見える奇妙な中生代初期の陸上爬虫類を初めて認め、自ら異歯類（異歯亜目）と名付けた。ディキノドン (Dicynodon) を初めとするそのほとんどは1845年の始めに南アフリカで発見されたもので、最終的に彼の著書"Catalogue of the Fossil Reptilia of South Africa" (1876)の題材となり大英博物館から発刊された。

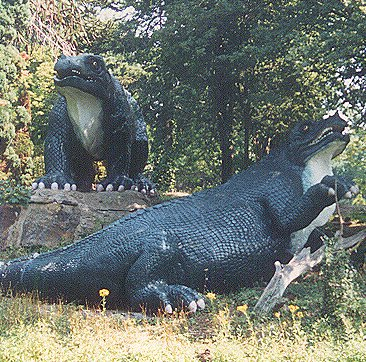
B.W.ホーキンスによるシドナムのイグアノドン像

彼の業績として現在もっとも広く知られているのは、中生代の陸上爬虫類のあるグループについて、そのグループについての最初の概略的報告とともに命名をしたことだろう。1824年にウィリアム・バックランドが報告したメガロサウルスと1825年にギデオン・マンテルが報告したイグアノドンは、当初バックランドが考えていたように「大型のトカゲ目」動物だと見なされていた。しかしその後、ヒラエオサウルス(1832)、テコドントサウルス(1836)、プラテオサウルス(1837)など、多くの同類が発見され、オーウェンはこの中生代大型爬虫類に興味を持った。メガロサウルス・イグアノドン・ヒラエオサウルスの3種を特に徹底的に調べた結果、オーウェンはこれらの動物が共通の特徴を持ち、既存のどのグループにも属さないことを明らかにした。オーウェンは「…これらの爬虫類には別の族か亜目を設ける充分な理由があると考えられる。私はこれにDinosauria（恐竜亜目）という名称を提唱する」と報告した。これが「恐竜」という言葉の始まりである。恐竜亜目はそののち恐竜目に昇格した後、ハリー・ゴーヴィア・シーリーによって鳥盤目と竜盤目に分割され、分類学用語としてはその後長らく消滅したままだった。しかし、一般への普及は他の科学用語の追随を許さず、今日では誰でも知っている言葉となっている。また、シーリーの時代には不明であった竜盤目と鳥盤目の単系統性も今日ではほぼ明らかになっており、分類群の名称としての「恐竜」という名称も復活している例がある。
1851年に世界で初めて開催されたロンドン万国博覧会において、高名な彫刻家ベンジャミン・ウォーターハウス・ホーキンスは恐竜が生きていたときの姿そのままの実物大の像を数点制作し、ロンドン万国博覧会の目玉としてハイド・パークに建てられていた水晶宮が南ロンドンのシドナムの広大な敷地に移設されるさい、さらに33点の絶滅動物の実物大復元像を追加制作した。オーウェンはこの復元模型の製作の責任者・監督者であった。オーウェンの注意深い監督と監修のもと、恐竜をはじめとして、魚竜、首長竜、両生類、哺乳類などが当時の知識の全てを元にした姿で復元されていた。像の完成間近の1853年の大晦日、オーウェンは科学界の著名な21人を招待し、建造途中のコンクリート製のイグアノドンの体内で晩餐会を主催した。四方にキュヴィエ、バックランド、マンテル、オーウェンの名を掲げた天幕の内側で少々窮屈そうにイグアノドン内部に列座する晩餐の席の図が残されている。

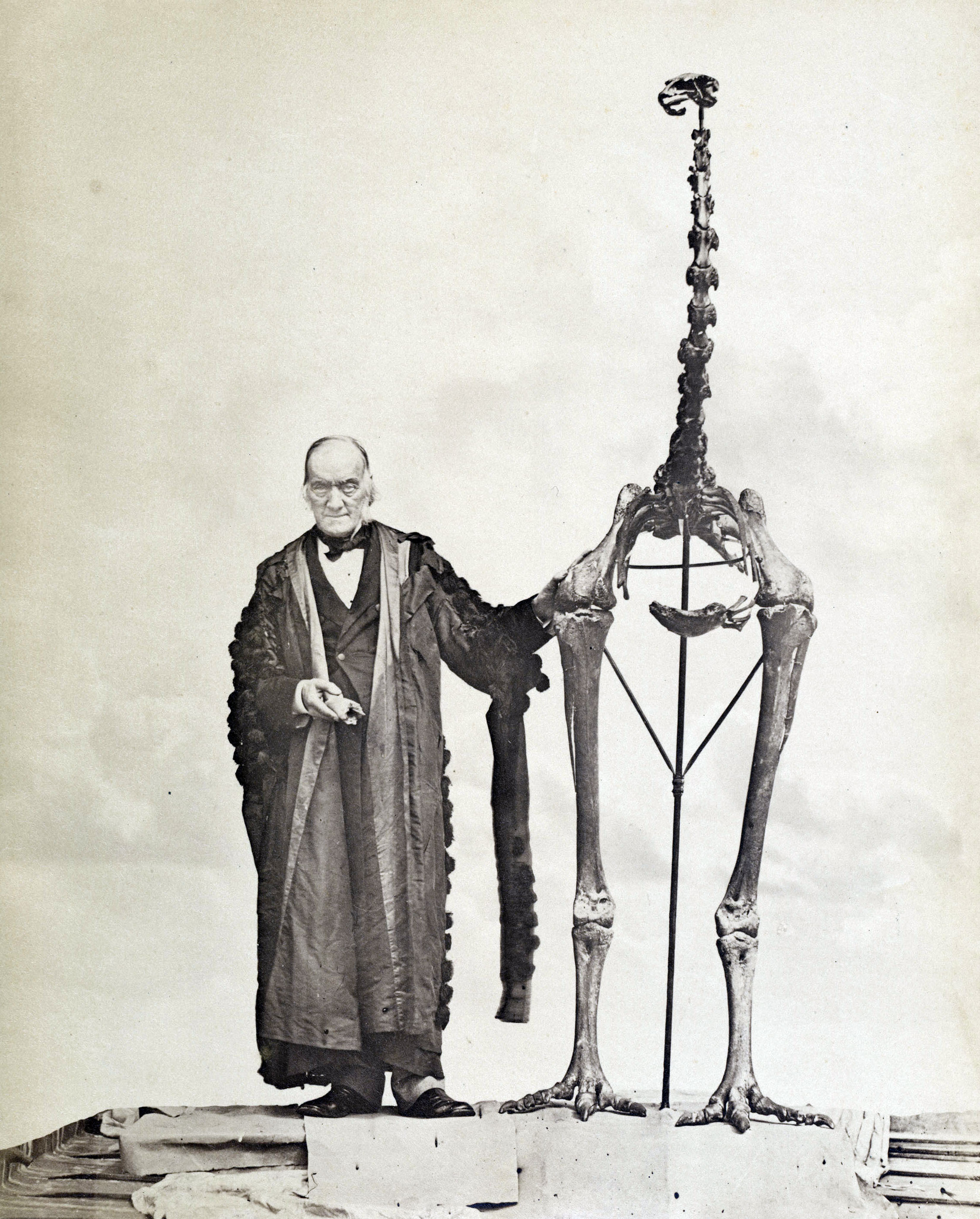
モアの骨格の横に立つリチャード・オーウェン

### 鳥類の研究
彼の比較解剖学の知識の深さを示すエピソードがある。1839年、ジョン・ルールというニュージーランドの外科医が、何か大型の動物の骨を自分の甥が手に入れたのだが、と15cmほどの骨の欠片をオーウェンに見せた。その骨は両端が欠けてはいたが、何かの大腿骨であり、オーウェンはこれが鳥類の大腿骨であると断じた。ほかの研究者は、そのような頑丈で重厚な骨の持ち主が本当に鳥類なのか非常に怪しみ、欠片だけによってなされたその同定に疑問を持った。しかしオーウェンは、これが「ダチョウ様の飛べない大型地上生鳥類」の骨であるという自説を曲げなかった。はたして、すぐに別のニュージーランド人から木箱いっぱいの骨がやはり何の骨かわからず送ってこられ、そこには紛れもない大型鳥類の骨が詰まっていたのである。これこそがニュージーランドの絶滅鳥類モア (Dinornis ) であった。彼はこのモアについて長大な一連の論文を執筆している。

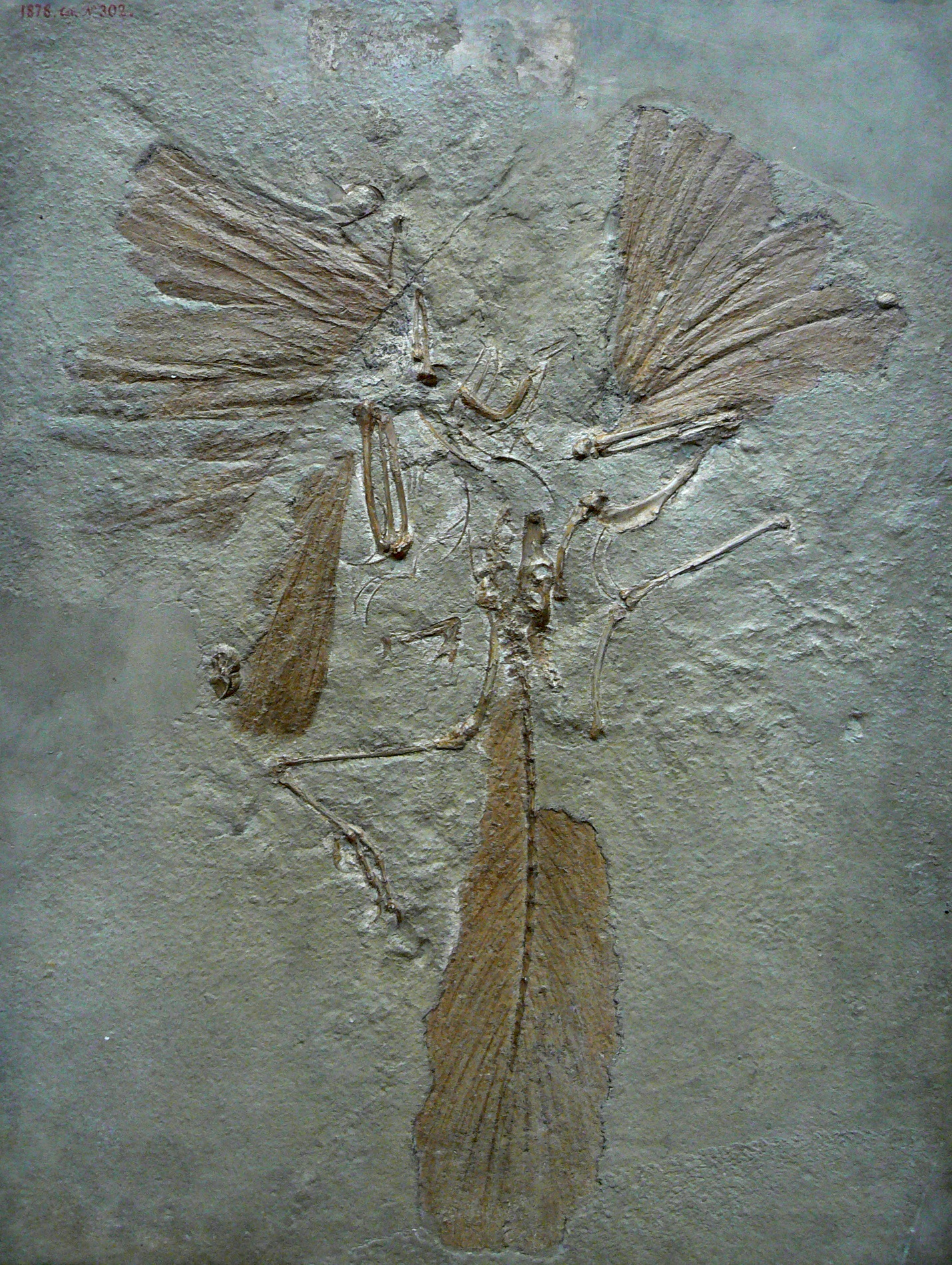
始祖鳥第1骨格標本（ロンドン標本）

他の鳥類に関する著作では、キーウィに関する古典となった論文、アプトルニス、タカヘ、ドードー、オオウミガラスなどの論文が有名である。このうちタカヘはオーウェンの命名・記載から程なくして絶滅したと考えられていたが、20世紀半ばになって生存しているのが確認された。また、バイエルン地方の石版石から出土した始祖鳥についてのモノグラフは一時代を築いた仕事であった。ちなみに、この始祖鳥標本は世界で初めて発見された骨格標本を700ポンドで購入したものであったが、頭骨は失われていた。よって、オーウェンが無視した始祖鳥の爬虫類的特徴として「歯を持っていた」ことを挙げるのは少々的はずれである。始祖鳥に歯があることが判明するのは、オーウェンの発表後、世界初の標本を英国に持って行かれてしまったドイツ本国が血眼になって探し当てた第2標本に頭骨も保存されていたのが発見されてからである。

### 哺乳類の研究

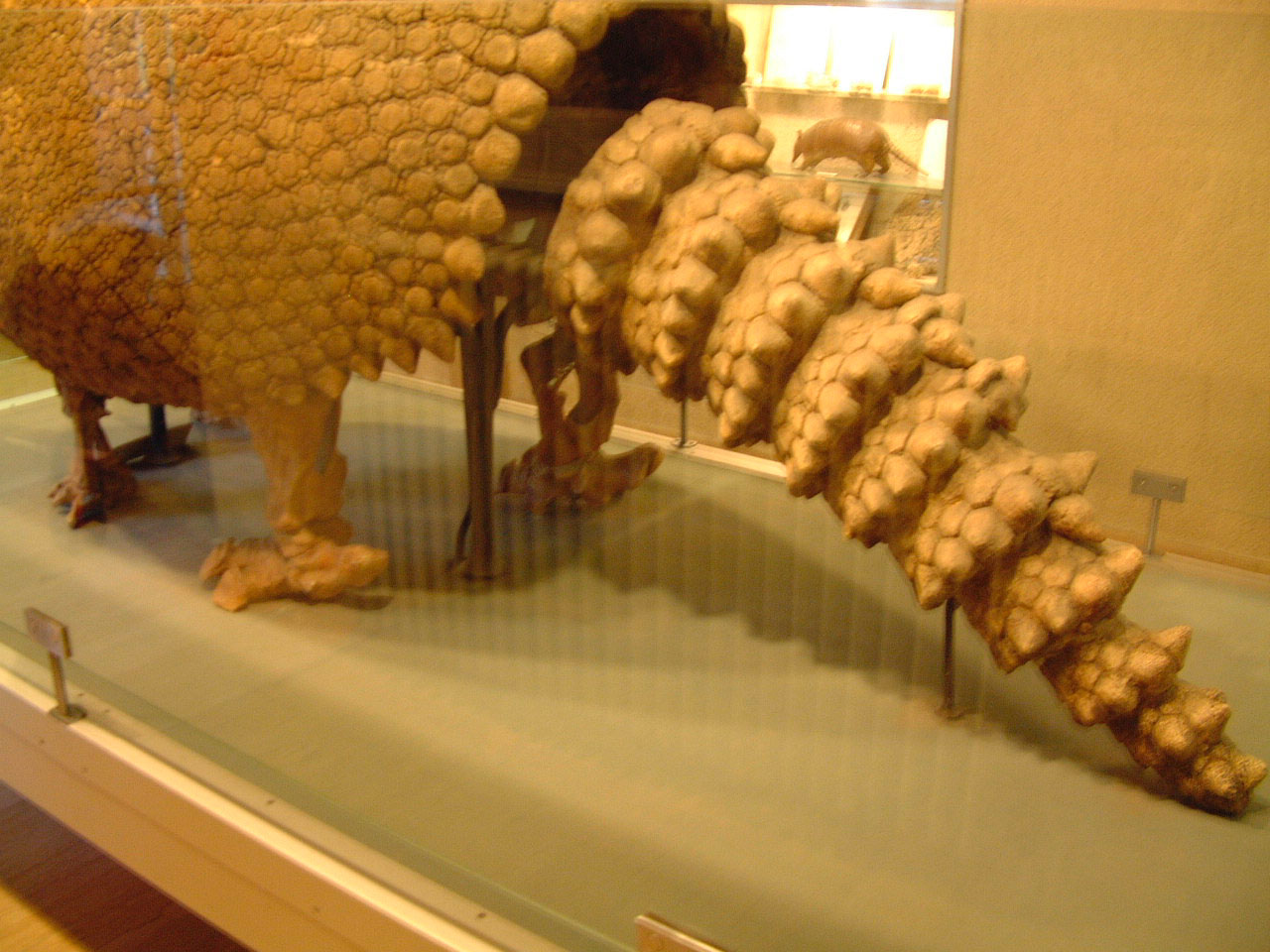
グリプトドンの背甲と尾部

現生の哺乳類に関して、オーウェンの寄稿の重要な物を挙げると、単孔類、有袋類、類人猿に関係した物である。彼はまた、1848年にいくつかの化石を記載する際に有蹄類に2つの典型的なグループがあることを最初に認め、蹄が偶数のグループを「偶蹄類」、蹄が奇数のグループを「奇蹄類」と名付けた人物でもある。
しかしながら、彼の哺乳類の論文のほとんどは絶滅した種を取り扱っており、これはダーウィンによって南米で採集された注目すべき化石によってその興味をかきたてられていたためのようだ。パンパスから出土したトクソドン (Toxodon) がその後記載され、広義の有蹄動物の絶滅した一種に関する最初の明白な証拠をもたらし、齧歯類、貧歯類、草食性鯨類と類似点を持つ厚皮動物であることがわかった。オーウェンの南米産絶滅哺乳類への興味は、他の重要な寄稿のみならず、自ら名付けたグリプトドン (Glyptodon) という巨大なアルマジロ(1839)や、巨大な地上性ナマケモノのミロドン (Mylodon :1842)やメガテリウム (Megatherium :1860)に関するすばらしい論文へと導かれていった。
同じ頃にトーマス・ミッチェル卿がニューサウスウェールズで発見した化石骨を題材とした論文は、オーストラリアの絶滅哺乳類に関するオーウェンの長大な論文集の最初の物となり、最終的にその論文集は1877年に書籍の形で再刊された。彼は絶滅した巨大カンガルーや巨大ウォンバットに加えて、ティラコレオ (Thylacoleo ) やディプロトドン (Diprotodon ) をも発見している。海外からの大量の標本の対処に忙殺されているにもかかわらず、オーウェンはイギリス諸島産の同じような化石に関する徹底的な研究のための事実をも集めていた。そして1844年から1846年にかけて"History of British Fossil Mammals and Birds"を出版し、"Monograph of the Fossil Mammalia of the Mesozoic Formations"  (Palaeont. Soc., 1871)に代表される多くの論文がそれに続いた。彼の最後の出版物の1つは小文 "Antiquity of Man as deduced from the Discovery of a Human Skeleton during Excavations of the Docks at Tilbury" (London, 1884) だった。

## オーウェンとダーウィン進化論

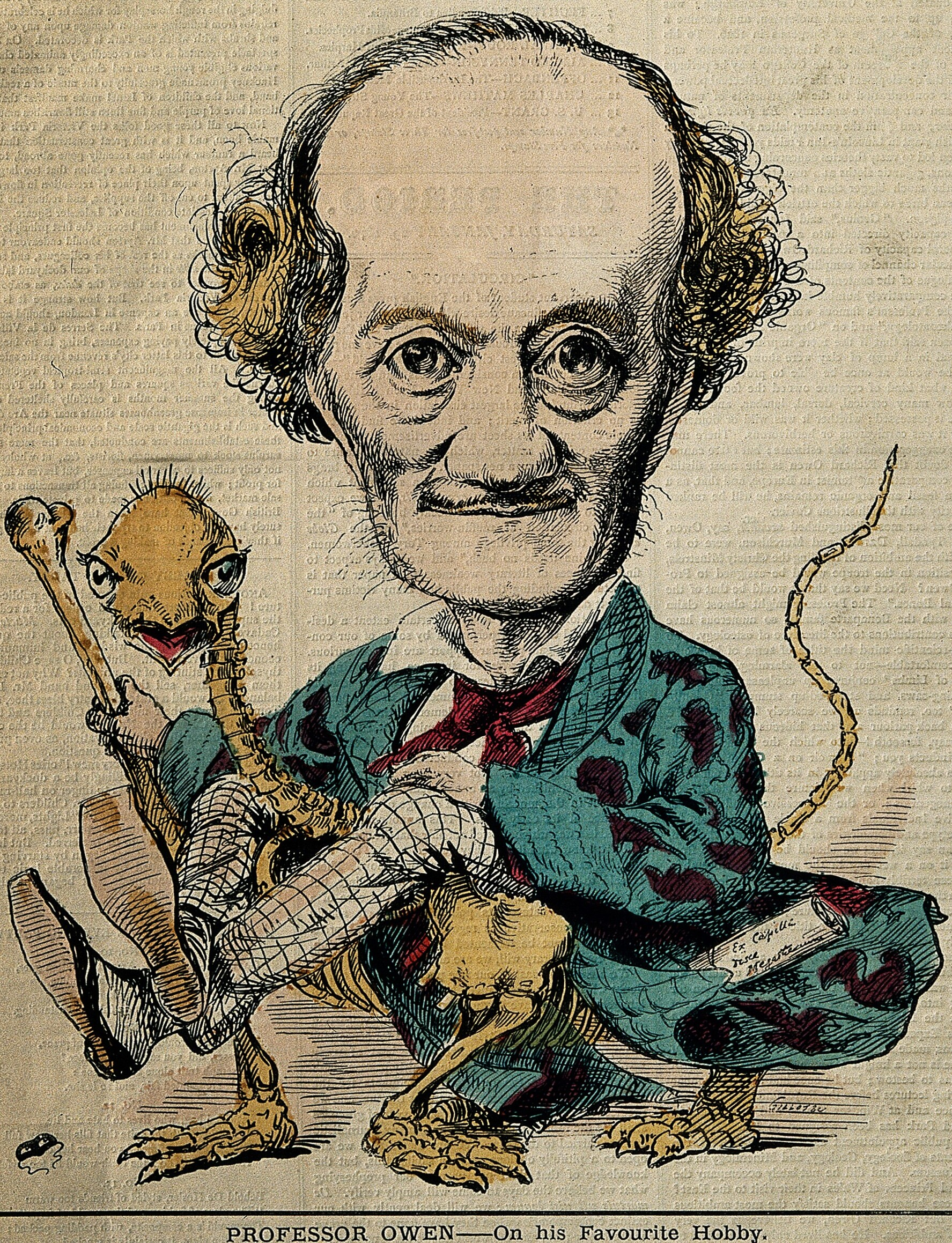
1870.

オーウェンとダーウィンの馴れ初めは、後に不倶戴天の敵となることが信じられないくらい非常に友好的な物だった。ビーグル号の探検後、少なからぬ量の標本コレクションを自分の物としたチャールズ・ダーウィンは、1836年10月29日にチャールズ・ライエルの紹介によってオーウェンと引き会わされ、オーウェンはダーウィンが南米で採集した化石骨の研究を快く引き受けた。これ以降、二人は親しい友人となったのである。オーウェンは、その巨大絶滅動物は同じ地域に住む現生種の齧歯類やナマケモノ類と近縁であり、ダーウィンが当初考えていたようなアフリカの巨大動物の親類などではない事を後に明らかにした。これは皮肉にも後にダーウィンが自然選択説を考えつくきっかけとなった。
オーウェンにしても、生物が古代から全く変化しなかったと考えていたわけではなかった。この頃オーウェンはヨハネス・ペーター・ミュラーの影響を受けて、生物は「生体エネルギー」という生命力を持っており、それにより組織の成長方向の決定やさらには種や個体の寿命まで決定づけられる、という理論について説いていた。1838年12月19日にオーウェンとその取り巻きがダーウィンのかつての指導教官ロバート・エドマンド・グラントのラマルク的「異端」について嘲笑を浴びせていたとき、ロンドン地質協会の事務員をしていたダーウィンが自説について沈黙を決め込んだのも無理はない。1841年に結婚したばかりのダーウィンが病気になったとき、オーウェンは見舞いに来てくれた数少ない科学界の友人の一人だった。しかし、「変質」を匂わすいかなる物に対しても見せるオーウェンの反感は、ダーウィンをして自分の理論を秘密にさせ続けた。ダーウィンは自分の自然選択説が一見持つように見える無目的さが、大いなる意志によって適切に配剤された変化というオーウェンの信条と相容れないことを理解していたのだ。

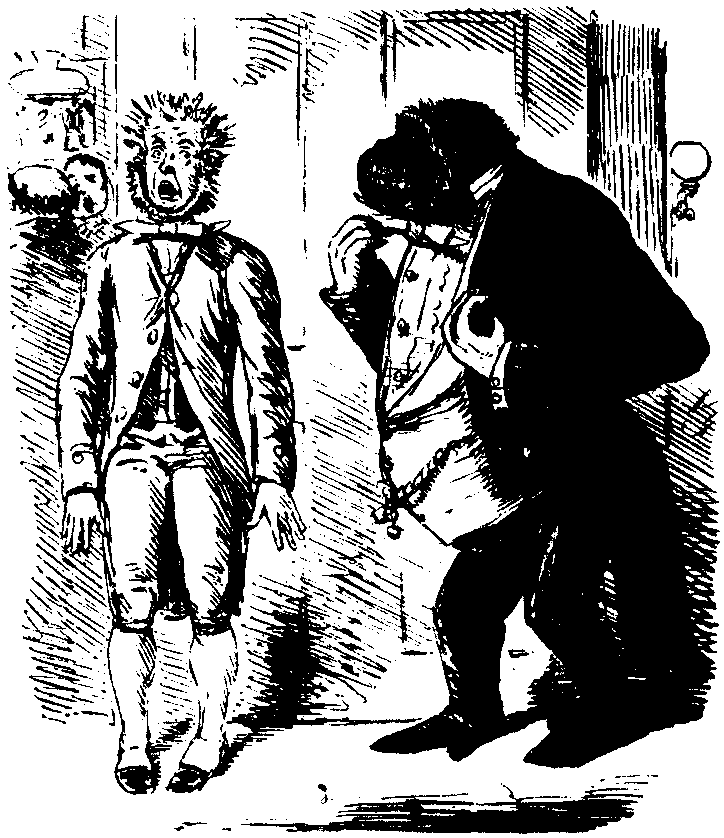
紳士の格好をして現れた類人猿の戯画

ダーウィンがまだ自分の理論を暖めている時期の1849年、フジツボの調査を通じてダーウィンは彼らの体節が如何に他の甲殻類と対応し、どのようにその親戚から分岐してきたかを示す事を発見した。オーウェンにとってはそのような比較解剖学上の「相同」は神の御心の中にある「祖形」(archetype)を示す物であったが、ダーウィンにとっては祖先から引き継いだ系統の証拠だった。オーウェンはウマの進化段階の証拠となる化石を、“神の定めし絶え間なき相応しい”やり方で祖形より発展してきたという自説を支持する物として説明した。そして神の意志によって万物の霊長とされたヒトと他の動物の間には決定的な差があると考え、1854年の英国科学振興協会での談話で、ゴリラ（その頃発見されたばかりだった）のような獣じみた類人猿が直立しヒトに変質することは不可能だと語った。このころ労働者階級の好戦派はヒトの先祖がサルであると吹聴しており、このような考えを打ち砕くために、オーウェンは協会会長当選者として、霊長類の脳を見ればヒトが種としてサルと別であるのみならず、亜綱でも別であることがわかる、とする権威づくの解剖学的研究を発表した。ダーウィンは「チンパンジーがヒトとは全く異なるなど私には受け入れられない」と書き残している。闘志盛んなトマス・ヘンリー・ハクスリーは、1858年3月の王立研究所での講演で、ゴリラは構造的にヒヒに近いのと同じくらいにヒトにも近い、と主張した上で「精神と道徳の機能は本質的に…動物と我々で同じだ」と自分は信じていると付け加えた。これは同じ会場で行われた人間の特異性を主張するオーウェンの講演に対する明らかな挑戦だった。
『種の起源』（1859）の出版によるダーウィンの理論の公開に際して、彼はオーウェンに「ぞっとする内容かとは思いますが」との言葉と共に写しを贈呈した。オーウェンは最初に反応した一人であり、自分は長い間“現在の影響”が“神の御心による”種の生成の原因であると信じてきた、と礼儀正しく主張した。ダーウィンは彼と長時間語り合い、オーウェンはこの本は「種の形成の方法について今まで出版されたなかで」最良の説明を提供している、とまで言った。しかし彼はまだ変質がヒトを獣と同列化するかどうかについて非常に大きな疑いを抱いていた。オーウェンは、ダーウィンは全ては設計された法則の結果であると見ている、と確信させられたらしく、それを“創造力”の信仰をダーウィンも共有している証拠だとオーウェンは解釈していた。
科学界の頂点という崇高な地位にいたオーウェンはこの本に対する多くの苦情を受け取った。議会の委員会に新しい自然史博物館の必要性を強調している際に、彼が以下のように指摘した時には、彼自身のこの本に対する意見はまだ明らかでない。
「今年、全ての知識層は種の起源に関する一冊の本に興奮を覚えた。そしてその結果は？　来館者が大英博物館に押し寄せ、こう言うのだ、『ここにあるハトの標本の変異の全てを見せてくれ。タンブラーはどこだ？ポーターはどこにある？』と…。そして私は恥ずかしながらこう答えるしかない、何もお見せできないのです…　あなた方にそれらの種の変異をお見せしようとしても、いやそれをいうなら種の起源という謎中の謎に人を導くいかなる現象をも、皆さんにご覧に入れられるだけの場所が無いのです、と。しかし、そのような場所はどこかに存在するべきであり、そして大英博物館にそれが無いとすれば、いったいどこにあるというのか？」

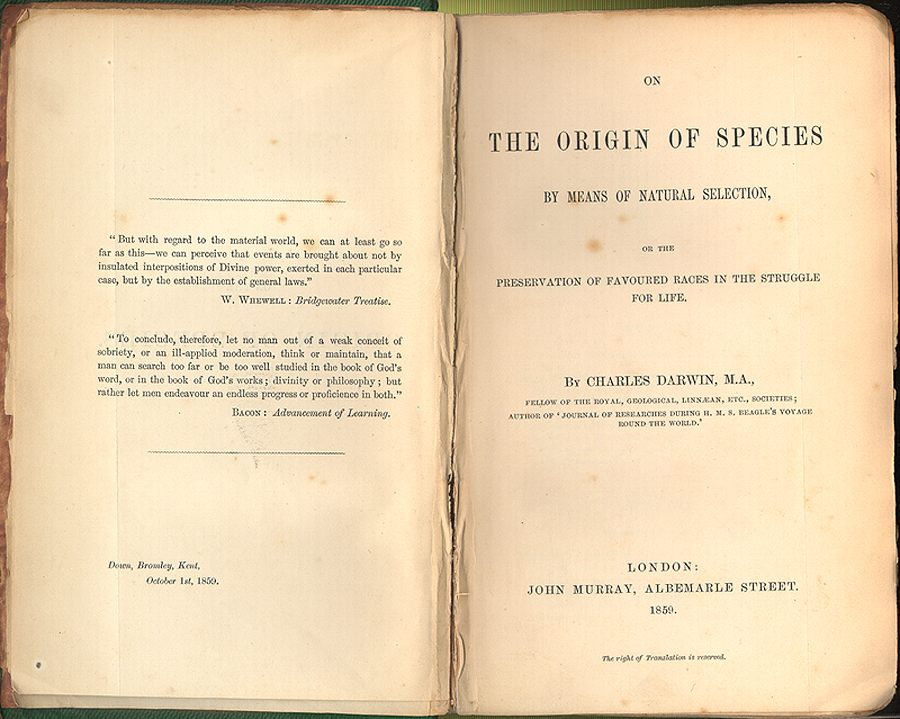
『種の起源』(1859)タイトルページ

しかしながら、ハクスリーの攻撃は功を奏していた。1860年4月に「種の起源」に対するエディンバラ・レビュー上でのオーウェンによる書評がなされた頃には、オーウェンははっきりとダーウィンの進化論に対する異議と憎悪を旗幟鮮明にしていた。この書評でオーウェンは、ダーウィンが創造論者の立場を風刺していると受け取り、オーウェンの「生きとし生ける者への神の定めし所による適切で絶え間ない作業の原則」をダーウィンが無視しているとして怒りを表明した。彼にとっては、新しい種は誕生させられるものであり、自然選択を経て現れるものでは無かったのだ。ダーウィンの信奉者であるフッカーやハクスリーを「近視眼的な執着」をしていると攻撃すると同時に、彼はこの本を「隣国では70年ほど前から一時的な堕落の元凶となっている科学の誤用だ」とフランス革命にかこつけて考えるようになった。ダーウィンはこれを読んで「執念深く、恐ろしく悪意に満ちており、狡賢く、有害だ」と言い、しばらく眠れぬ夜を過ごした。そして後にこう述べている。「ロンドンっ子が言うには、私の本があまりにも話題になっていたために、彼は嫉妬に狂っていたのだ。オーウェンの私への憎悪ほどの強烈さで憎まれるのは辛いことだった」
ダーウィンの理論が反響を呼んでいる間も、ハクスリーのオーウェンとの論争は続いた。オーウェンは「脳によって試されるヒトの類人猿起源」と題される学術振興会への寄稿と、「ヒトの先祖を変形した類人猿だと主張する者」とハクスリーを表現することで、ハクスリーを貶めようと画策した。ハクスリーは既にダーウィンも喜んだ「ピテコイド・マン」（サルのようなヒトの意）についての考察を行い、ヒトが猿の同類であるという事の表明に何の抵抗も抱いていなかったので、これは侮辱にもならず空回りに終わった。ハクスリーはこの機をとらえて脳の構造の解剖学を公にヒトの先祖の問題に帰し、オーウェンを偽証の廉で告発する事を固く決心した。この作戦には2年以上かかったが、最終的には成功を収め、戦線が前進する毎にダーウィン主義の下へ新たな賛同者が集っていた。遺恨はその後も残った。1861年にハクスリーが動物学協会委員会に参加したとき、オーウェンは委員会を去り、その後の年月をハクスリーはオーウェンが「わがままで意図的に嘘をつく」人物だと訴えて彼が王立協会委員会に選ばれることを阻止し続けることに費やした。
1863年1月、オーウェンは始祖鳥の化石を大英博物館のために購入した。それは長い尾椎と融合していない翼の指をもち、原・鳥類というダーウィンの予言を満たすものだったが、オーウェンは進化論に反対する立場からこれを疑いのない鳥類として記載した。この記載にハクスリーは猛反論している。
オーウェンとダーウィンの支持者との間の反目は続いた。1871年に、恐らくは大英博物館の自分の管理下におく意図をもって、キュー・ガーデンズにあるジョセフ・ダルトン・フッカーの植物学コレクションへの資金援助を停止するよう政府を脅迫していた件にオーウェンが関与していたことが明らかになった。ダーウィンはこう語った。「私は彼を憎んでしまうことを常々恥ずかしいことだと思っていた。しかし今は、我が生涯最後の日々に憎しみと軽蔑を入念に心に留めようと思う」

## 遺産
オーウェンの詳細な論文・記述は、命名の説明や表現の曖昧な様式の読解に、非常に骨の折れる努力を要し、彼の専門用語で一般に人気のあったものがほとんど無いという状況は、本来よりもより全般的におろそかにされる原因となった。同時に、彼は解剖学における簡潔な命名の先駆者であったことを忘れてはならない。少なくとも脊椎動物の骨格に関しては、現在相似と相同としてよく知られる現象を初めて明確に区別したように、彼の用語は注意深く考察された理論的な機構に基礎を置いていた。オーウェンの脊椎動物の骨格における祖形と相同の理論(1848)は、後の小論"On the Nature of Limbs" (1849)でも説明されているが、脊椎動物の骨格を、各々がその位置と機能によって形を変えてはいるが一連の基本的に同一の部分から構成されていると見なしていた。そのほとんどは空想的であり、オーウェンがその研究生活を通じて組織的に無視してきた発生学からの検証によって否定された。しかしながら、幾つかの重要な事実への不完全で歪曲された観点にもかかわらず、これはその概念によりこの時代の物としては明確な価値を持っている。
生物哲学のより深い問題に関する議論では、彼は直接的・決定的な寄稿をほとんどしていない。彼の概論は純粋比較解剖学、機能への適応現象、地理的・地質学的分布状況などの範疇を超えることはほとんど無かった。しかしながら、処女生殖または単為生殖と呼ばれる物に関する彼の講義は、1849年に出版されたが、後にアウグスト・ヴァイスマンが完成させた極細胞質理論の本質を含んでいた。そしてまた彼は、動物の属・種の地質学的継承と、それらのある物からまた別の物への起こりうる派生に関する曖昧な陳述を幾つか残してもいた。彼は特に、ワニ(1884)とウマ(1868)の連続した前兆によって示される変化に言及していた。しかし有機的な進化という現代的学説をどの部分まで彼が認めていたかはとうとう明らかにならなかった。彼は次のような飾り気のない意見に満足していた。「自然の帰納的な実演と生命を支配する法則の操作様式は、これより先、自然哲学者の偉大なる目標となるであろう」

## 論争
オーウェンは、意地が悪く不誠実で憎むべき人物として描かれることがある。実際、あるオックスフォード大学教授はオーウェンを「とんでもない嘘つきだ。彼は神と悪意のために嘘をついた」として言い表した。オーウェンはイグアノドンの発見の功績は自分とジョルジュ・キュヴィエにあると広く主張したが、その恐竜の本来の発見者であるギデオン・マンテルの功績は完全に除外されていた。そしてオーウェンが実際には自分の物ではない発見を故意に自分の物だと主張したのはこれが初めてでも、また最後でもなかった。
ビル・ブライソンを含む何人かの著者は、オーウェンは王立協会においてマンテルの研究論文の多くが決して公開されないように自分自身の影響力を駆使したかもしれないと示唆している。
マンテルが事故により体に障害が残ったとき、オーウェンはその機会を逃さず、既にマンテルが名付けた数種の恐竜に再命名し、さらに厚かましくもそれは自分の功績だと主張した。そしてその後、ついにマンテルが自殺したときに書かれたある追悼記事は、マンテルを言及するほどの論文を書いていない二流の科学者以上の者ではないとあざけっていた。その追悼記事には筆者署名が無かったが、地元の地質学者全員がほとんど例外なくその追悼記事はオーウェンの筆だと考えていた。オーウェンは最終的に剽窃の廉で王立協会の動物学委員会から追放されている。

## 主な受賞歴
- 1838年 ウォラストン・メダル
- 1844年 ベーカリアン・メダル
- 1846年 ロイヤル・メダル
- 1851年 コプリ・メダル
- 1851年 クルーニアン・メダル
- 1888年 リンネ・メダル